# Henri Van Cutsem
 (septembre 2018).
Si vous disposez d'ouvrages ou d'articles de référence ou si vous connaissez des sites web de qualité traitant du thème abordé ici, merci de compléter l'article en donnant les références utiles à sa vérifiabilité et en les liant à la section « Notes et références ».
Pour les articles homonymes, voir Henri et Van Cutsem.
Henri Van Cutsem, né à Bruxelles le 26 décembre 1839 et mort à Ochamps dans la province de Luxembourg le 13 septembre 1904, est un mécène belge, aussi artiste peintre.

## Biographie
Henri Van Cutsem est le fils de Joseph Van Cutsem, hôtelier, et de Claire Debauche. Il est ainsi issu d'une famille d'hôteliers bruxellois qui fait fortune dans son négoce. Il fait des études de droit à Liège. Lors de longs séjours à Paris, il s'y crée de nombreuses relations parmi les artistes. Il acquiert en 1890 deux immeubles contigus avenue des Arts à Saint-Josse-ten-Noode qu'il fait aménager par Victor Horta.
Henri Van Cutsem meurt d'une pneumonie à Ochamps.

## Mécénat

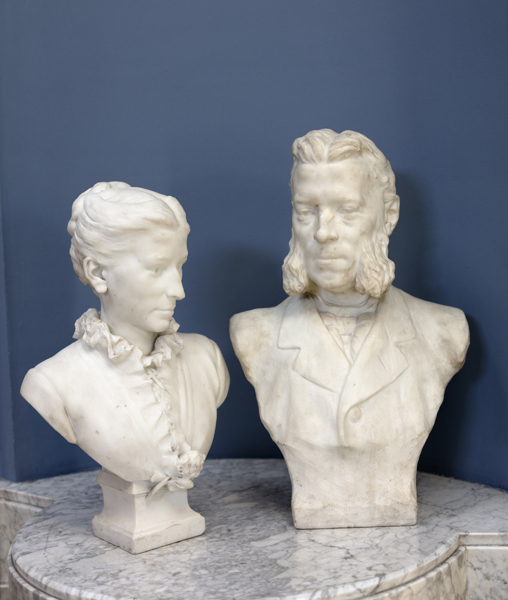
Bustes de Léontine Van Opstal et de Henri Van Cutsem par Guillaume Charlier.

Henri Van Cutsem développe les collections de son père et apporte son soutien moral et financier à de nombreux artistes, notamment au sculpteur Guillaume Charlier auquel il lèguera sa maison de l'avenue des Arts et qui deviendra le musée Charlier, inauguré le 21 octobre 1928.
Philanthrope par excellence, il fonde des prix importants au Conservatoire de Bruxelles et à l'Académie des Beaux-Arts de Tournai et alimente la caisse centrale des artistes de l'Académie royale de Belgique.
Parmi les artistes qu'il a soutenus figurent Édouard Agneessens, Théodore Baron, Géo Bernier, Jan Van Beers, Eugène Broerman, Albéric Collin, James Ensor, Joseph Stevens et Willy Finch.
Il possédait une célèbre collection de tableaux et de sculptures avec des œuvres de Manet, Bastien-Lepage, Fantin-Latour, De Braekeleer, Hipolyte Boulenger, Joseph Stevens, Henry De Groux, Édouard Agnessens, Louis Dubois, Théodore Verstraete, Jean Stobbaerts, Franz Courtens, etc..

## Collections muséales
- Le Musée des beaux-arts de Tournai conserve un grand nombre d'œuvres remarquables de la collection d'Henri Van Cutsem[5] ;
- Tournai. Mémoire pour les Beaux-Arts : comme un appel au secours, mémoire rédigé sur le mécène Henri Van Cutsem[6].

## Distinctions
- Chevalier de l'ordre de Léopold[4].